# Katrin Katz Köbbert
Katrin Katz Köbbert (* 1. September 1987 in Frankfurt (Oder) als Katrin Köbbert) ist eine deutsche Schauspielerin.

## Leben
Köbbert wuchs in Berlin auf. Im Jahr 2011 machte sie ihren Bachelor of Arts im Bereich Motion-Design an der Berliner Technischen Kunsthochschule. Seitdem arbeitet sie als freiberufliche Foto- und Videografin sowie als Social-Media-Marketing-Managerin. Die Ausbildung zur Diplom-Schauspielerin schloss sie 2020 an der Transform Schauspielschule in Berlin ab. Im Frühjahr 2022 spielte sie den Dragking Todd in Crystal Heaven Lounge – Das Fundament, ein immersives Theaterstück vom Kollektiv DOS.FAIL, das im Rahmen des Performing Arts Festivals (PAF) lief.
Als Filmschauspielerin spielte sie die Rolle der jungen Cornelia Froboess im Dokudrama Rex Gildo – Der letzte Tanz von Rosa von Praunheim, das im Juni 2022 Premiere auf dem Filmfest München feierte. Von Praunheim besetzte sie erneut in seinem Film Dreißig Jahre an der Peitsche (2024).
Außerdem verkörperte sie Desdemona im Film Mythos Ot(h)ello (Regie: Dag Freyer).

## Filmografie
- 2022: Rex Gildo – Der letzte Tanz
- 2022: Mythos Ot(h)ello
- 2024: Dreißig Jahre an der Peitsche

## Theater (Auswahl)
- 2022: Albertine in Traumnovelle, Regie: Boris von Poser, Kleines Theater Berlin[5]